# یواس‌اس فلامینگو (ای‌ام‌اس-۱۱)
یواس‌اس فلامینگو (ای‌ام‌اس-۱۱) (به انگلیسی: USS Flamingo (AMS-11)) یک کشتی بود که طول آن ۱۳۶ فوت (۴۱ متر) بود. این کشتی در سال ۱۹۴۲ ساخته شد.